# Canon EOS-1N RS
Le Canon EOS-1N RS est un appareil photographique argentique, de type reflex mono-objectif au format 35 mm, commercialisé par Canon entre 1995 et 2001.

## Caractéristiques
Il se distingue du Canon EOS-1N, dont il est dérivé, par l'adoption d'un miroir semi-transparent. Cette particularité permet d'obtenir une visée continue pendant le déclenchement (pas d'interruption de la visée liée au relevage du miroir). La fréquence de prise de vue avec ce modèle atteint 10 images par seconde,.
Les autres caractéristiques sont identiques à celles du Canon EOS-1N.